# William Jones Boone Sr.
William Jones Boone Sr. (1 de julho de 1811, Walterboro – 17 de julho de 1864, Xangai) foi o primeiro bispo missionário episcopal no exterior e o primeiro bispo da China fora da tradição romana.

## Biografia
Boone formou-se no College of South Carolina em 1829. Foi admitido na Ordem dos Advogados em 1833, mas decidiu ingressar no ministério ordenado. Após estudar por um tempo no Seminário Teológico da Virgínia, Boone foi ordenado diácono em 18 de setembro de 1836 e sacerdote em 3 de março de 1837.
Foi nomeado missionário na China em 17 de janeiro de 1837 pela Sociedade Missionária Doméstica e Estrangeira. Embarcou para a China em 8 de julho de 1837. Chegou a Batávia em 1837 e mudou-se para Macau em 1840. Com Abeel, foi o primeiro a iniciar a obra em Amoy.
A Convenção Geral de 1844 da Igreja Episcopal elegeu William Jones Boone primeiro Bispo Missionário da China. Boone foi consagrado em 26 de outubro de 1844, na St. Peter's Church, Filadélfia, e serviu nessa posição até sua morte. Como bispo da China, fundou a Igreja Episcopal Protestante da América, em Xangai, em 1845.
Boone foi responsável pelo recrutamento de numerosos missionários, notadamente Emma Jones, Henry M. Parker e Channing Moore Williams, seu eventual sucessor como Bispo da China e do Japão. Boone, juntamente com outros, é creditado com a tradução do Livro de Oração Comum para o chinês e também contribuiu para uma tradução chinesa da Bíblia. Ele também ordenou o primeiro sacerdote chinês, Huang Guangcai (黃光彩, 1827-1896), em 1851.
Eleito para o comitê de tradução da Versão dos Delegados, mas desistiu devido à questão do mandato. Entre 1848 e 1850, Boone foi uma figura central no debate "Questão dos Termos" sobre como traduzir a palavra "Deus" para o chinês na Bíblia da Versão dos Delegados. Ele defendeu o uso da palavra shen神, em oposição a figuras como James Legge, que defendia o uso de Shangdi上帝.
Ele se casou em 1º de abril de 1837 com Sarah A. De Saussure, filha de H. W. De Saussure, chanceler de sua alma mater na Carolina do Sul, e teve filhos: Dr. W. H. Boone, missionário médico em Xangai, e Mary E., que se casou com Rev. A. Rhett Walker. Após o falecimento de sua primeira esposa, tornou a casar em 2 de setembro de 1844, com Phoebe Caroline, filha de Stephen Elliott e irmã do bispo Stephen Elliott, da Geórgia; com ela, ele teve dois filhos, William J. Boone Jr., D. D., Bispo de Xangai, e Thomas Boone, presbítero nos Estados Unidos. Boone Jr. foi o quarto Bispo Americano na China entre 1870 e 1884.

Após sua morte, a Convenção Geral de 1874 mudou o nome da posição episcopal para "Bispo Missionário de Xangai, com jurisdição na China". A Convenção Geral de 1901 votou pela divisão da China no Distrito Missionário de Xangai e no Distrito Missionário de Hankow. Em 11 de outubro de 1910, o Distrito Missionário de Hankow foi dividido e o Distrito Missionário de Wuhu foi criado. Wuhu foi alterado para Anting em 1913. Em 1949, os três Distritos Americanos de Anting, Hankow e Xangai tornaram-se parte da Santa Igreja Católica na China.